# Blütengemüse

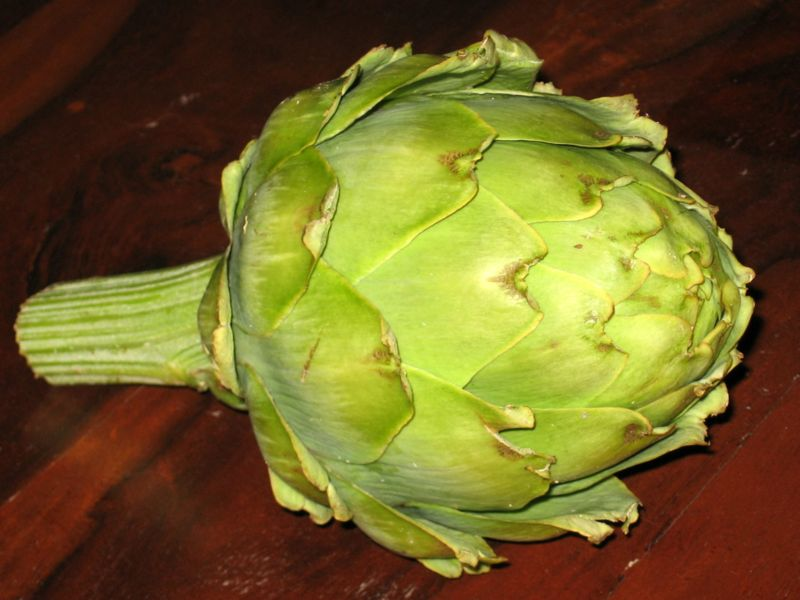
Verzehrreife Artischocke

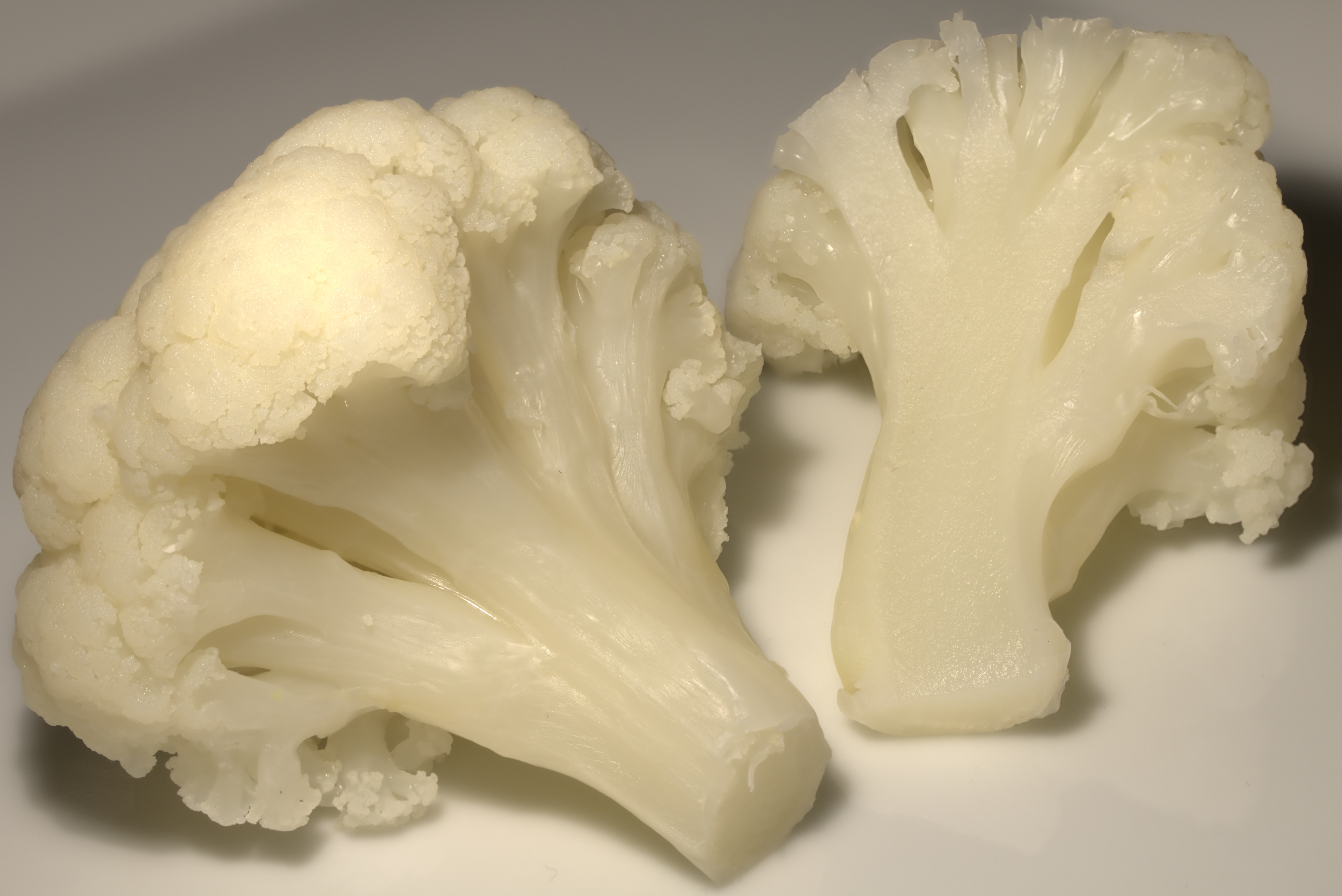
Gekochter Blumenkohl

Als Blütengemüse bezeichnet man Gemüse- und Nutzpflanzen, bei denen ausschließlich Knospen, Blüten oder Blütenstände als Nahrungsmittel dienen. Die Einordnung von Blütengemüse als eigenständige Gruppe ist bereits im frühen 19. Jahrhundert belegt.

## Beispiele
- Blumenkohl, Brokkoli (Brassica oleracea var. bortrytis): Die jungen, noch sehr fleischigen Blütenböden und -knospen werden gekocht verzehrt. Sie sind reich an Vitamin C und Folsäure und enthalten überdies Antioxidantien wie Brassinolide, Glucobrassicine und Gramine.[1]
- Artischocke (Cynara scolymus): Die noch geschlossenen, fleischigen Blüten werden gekocht verzehrt. Sie sind reich an Kohlenhydraten und Cynarin.[1]
- Zucchini (Cucurbita pepo): Die Zucchiniblüten werden meist gedünstet verzehrt, besonders beliebt sind gefüllte Zucchiniblüten. Die Stempel und Staubgefäße werden vorher aus den Blüten herausgeschnitten.[3]
- Große Kapuzinerkresse (Tropaeolus majus): Die Blüten sind wie die Blätter essbar und werden gerne roh in Salaten verarbeitet oder als Gewürz in Dips und Suppen verwendet. Junge, noch unreife, weiche Früchte werden wie Gewürzgurken in Essig eingelegt.[4]

## Wirtschaftliche Bedeutung
Blütengemüse wie Blumenkohl, Brokkoli und Artischocke sind von besonderer wirtschaftlicher Bedeutung, wie am Beispiel des Blumenkohls erkennbar ist: Im Jahr 2021 wurden laut der FAO, der Welternährungsorganisation der Vereinten Nationen, 25.843.741 t Blumenkohl und Brokkoli geerntet. Die größten Produzenten waren China, Indien und die USA. Die größten Erntemengen in Europa wurden von Spanien, Italien und Frankreich eingebracht. Ähnlich sieht es bei Artischocken aus: 2021 wurden laut der FAO weltweit 1.470.332 t Artischocken geerntet. Die größten Anbauländer in der EU waren Italien, Spanien, Frankreich (27.080 t) und Griechenland (7.890 t). Die Schweiz produzierte circa 3 Tonnen.